# Ibon Areso
Ibon María Areso Mendiguren (Bilbao, Vizcaya, 20 de mayo de 1944) es un arquitecto y político español del Partido Nacionalista Vasco.
En junio de 1991 fue elegido concejal en el Ayuntamiento de Bilbao y el entonces alcalde Josu Ortuondo le nombró responsable del área de Urbanismo y Medio Ambiente, ejerciendo también el cargo de Teniente de Alcalde. Fue miembro de la corporación municipal hasta junio de 2015. En marzo de 2014 fue nombrado alcalde de la villa de Bilbao tras la muerte del anterior, Iñaki Azkuna. Antes del fallecimiento de Azkuna, fue concejal Delegado del Área de Urbanismo y Coordinador de Políticas de Planificación Urbana en el citado ayuntamiento.